# Alan Lowenthal
Alan Stuart Lowenthal (ur. 8 marca 1941 w Nowym Jorku) – amerykański polityk, członek Partii Demokratycznej.

## Działalność naukowa
Ukończył psychologię na Uniwersytecie Stanowym Ohio w Columbus, a od 1969 do 1998 był nauczycielem akademickim na kampusie California State University, Long Beach wchodzącego w skład zespołu Uniwersytetu Stanowego Kalifornia w Long Beach.

## Działalność polityczna
Od 1992 do 1998 był członkiem Rady Miasta Long Beach. Od 1998 do 2004 zasiadał w Zgromadzeniu Stanowym Kalifornii, a od 2004 w Senacie stanu Kalifornia. Następnie od 3 stycznia 2013 do 3 stycznia 2023 był przedstawicielem 47. okręgu wyborczego w stanie Kalifornia w Izbie Reprezentantów Stanów Zjednoczonych.